# 最勝寺 (富山市)
最勝寺（さいしょうじ）は、富山県富山市にある曹洞宗の寺院。山号は瑞竜山。本尊は釈迦如来。

## 歴史
この寺は、蜷川親綱が父親直の菩提を弔うため臨済宗の寺として創建したもので、戦国時代に曹洞宗の寺となった。江戸時代に入り加賀藩およびその支藩である富山藩の帰依を得た。明治に入り一旦ほかの寺院に統合された時期もあるが、1872年（明治5年）に再興された。

## 文化財

### 富山県指定有形文化財
- 木造阿弥陀如来及び両脇侍像